# Yao Pengcheng
Yao Pengcheng (chinesisch 姚朋成, Pinyin Yáo Péngchéng; * 3. Januar 1997) ist ein chinesischer Snookerspieler aus Suining. 2025 qualifizierte er sich für die Profitour.

## Karriere
Als 15-Jähriger nahm Yao Pengcheng erstmals an der PTC-Serie teil, eine Reihe für Amateure offener Kleinturniere der Profitour. Allerdings verlor er regelmäßig seine Auftaktspiele. Erst bei den Haining Open 2015 gewann er gegen Long Zehuang und Michael Wasley zwei Partien. Es war aber das letzte Jahr der Players Tour Championship. Im selben Jahr hatte er als Nachwuchshoffnung auch eine Wildcard für das Shanghai Masters bekommen. Trotzdem trat er in den nächsten Jahren international nicht mehr in Erscheinung und es dauerte bis 2021, bis er nach England ging, um in der Q School um die Teilnahmeberechtigung an der World Snooker Tour zu spielen. Der Anlauf misslang und so konzentrierte er sich in den folgenden Jahren auf die heimische CBSA China Tour. Im Sommer 2023 gewann er mit Cao Yupeng und Chen Feilong im Team Suzhou die chinesische Mannschaftsmeisterschaft. Im selben Jahr gelang ihm als Einzelspieler erstmals der Durchbruch unter die Top 16 und 2024 gewann er die Ranglistenturniere in Shijiazhuang und Haining und wurde die nationale Nummer 1. Dadurch bekam er mit 28 Jahren die Startberechtigung für die Profitour für die folgenden beiden Spielzeiten.